# Ingall (Departement)
Ingall ist ein Departement in der Region Agadez in Niger.

## Geographie

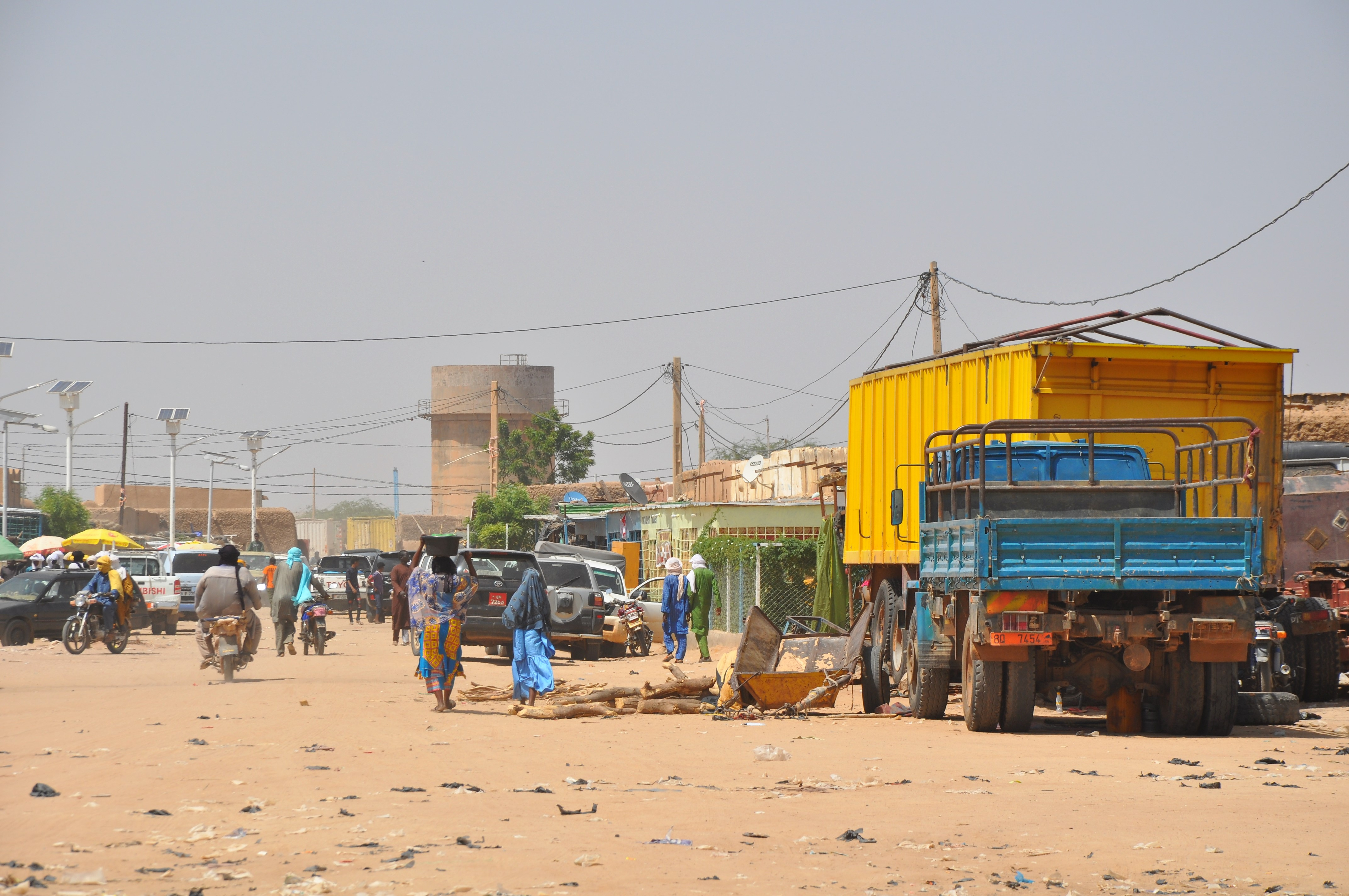
Hauptstraße im Hauptort Ingall (2019)

Das Departement liegt im Norden des Landes und grenzt an Algerien und Mali. Es erstreckt sich über das Gebiet der gleichnamigen Landgemeinde Ingall.
Die Jagdzone von Ingall ist eines der von der staatlichen Generaldirektion für Umwelt, Wasser und Forstwirtschaft festgelegten offiziellen Jagdreviere Nigers.

## Geschichte
Das Departement geht auf den Verwaltungsposten (poste administratif) von Ingall zurück, der 1964 errichtet wurde. 2011 wurde der Verwaltungsposten aus dem Departement Tchirozérine herausgelöst und zum Departement Ingall erhoben.

## Bevölkerung
Das Departement Ingall hat gemäß der Volkszählung 2012 51.903 Einwohner. Von 2001 bis 2012 stieg die Einwohnerzahl jährlich durchschnittlich um 4,1 % (landesweit: 3,9 %).

## Verwaltung
An der Spitze des Departements steht ein Präfekt (französisch: préfet), der vom Ministerrat auf Vorschlag des Innenministers ernannt wird.
| Amtszeit                      | Name                                                       |
| ----------------------------- | ---------------------------------------------------------- |
| 29. Feb. 2012 – 4. Dez. 2013  | Mallam Yaganami Mahamane                                   |
| 4. Dez. 2013 – 25. Jun. 2015  | Abdou Dari                                                 |
| 25. Jun. 2015 – 29. Jul. 2016 | Alhoussei Biky                                             |
| 29. Jul. 2016 – 8. Jun. 2017  | Adamou Wakasso                                             |
| 8. Jun. 2017 – 5. Jan. 2018   | Mohamed Maraba                                             |
| 5. Jan. 2018 – 26. Jul. 2019  | Albachir Aboubacar (alias Aboubacar Albichir)              |
| 26. Jul. 2019 – 20. Nov. 2019 | Harou Issoufou Chaïbou                                     |
| 20. Nov. 2019 – 8. Nov. 2021  | Moussa Tangam Aminou (alias Moussa Tangam Mahamane Aminou) |
| 8. Nov. 2021 – 21. Sep. 2023  | Abdou Saïdou                                               |
| seit 21. Sep. 2023            | Hamed Alkassoum Aidor                                      |